# Сегед-Чанад Академія Грошича
«Сегед-Чанад Академія Грошича» (угор. Szeged-Csanád Grosics Akadémia) — угорський футбольний клуб із міста Сегед. Клуб був заснований у 2011 році під назвою «Сегед 2011». Клуб належить римо-католицькій єпархії Сегед-Чанад, та був названий на честь легендарного угорського воротаря Дьюли Грошича.